# Pro Familia Svizzera
Pro Familia Svizzera è l'associazione ombrello di varie associazioni svizzere che si occupano di politiche familiari e un centro di competenza per la politica familiare. Con sede a Berna, l'associazione conta 5 sezioni e circa 50 organizzazioni associate. La presidente è Valérie Piller Carrard e il direttore è Philippe Gnaegi.

## Storia

### Fondazione e primi anni 1942-1946
L'associazione Pro Familia fu fondata a Lucerna nel 1942 in seguito alla raccomandazione del Consigliere Federale Philipp Etter, in occasione della prima Conferenza Svizzera per la Protezione della popolazione e della famiglia di due anni prima, di unire le organizzazioni familiari.
Come primo presidente venne scelto Albert Studer-Auer, che durante gli anni 30' era una forza trainante della politica familiare. All'epoca l'associazione si concentrava sulla promozione di una politica economica e sociale che garantisse assegni familiari e per l'infanzia sufficiente, così come una politica fiscale e abitativa favorevole alla famiglia, la tutela della maternità e trasporti pubblici più economici.
Nel 1946, Paul Zigerli fu eletto nuovo presidente con l'obiettivo di garantire meglio la neutralità confessionale e politica dell'associazione. Nello stesso anno, Pro Familia Svizzera fece una campagna in favore dell'adozione dell'AVS.

### Cambiamento a organizzazione ombrello ed espansione 1947-1973
Nel 1947, Pro Familia Svizzera è diventata l'organizzazione ombrello delle organizzazioni familiari in Svizzera, accogliendo numerose organizzazioni come suoi membri. Due anni dopo, sono arrivate le prime sovvenzioni federali dell'importo di 3.000 franchi.
Walter Ackermann è stato presidente di Pro Familia Svizzera tra il 1952 e il 1973. Egli aprì l'organizzazione mantello a nuove influenze e l'associazione fu ulteriormente ampliata. Nel 1955, PFS presentò un programma completo sulla politica familiare in Svizzera. Si trattava di una novità assoluta in Svizzera e questo documento rimase il più coerente sulla politica familiare svizzera fino agli anni 80’. Inoltre, negli anni 60’ Pro Familia Svizzera avviò una ricerca scientifica sulla realtà della vita familiare e chiese la creazione di un ufficio centrale per le questioni familiari a livello federale.

### Cambiamenti all'interno dell'associazione 1973-1983
La consigliera nazionale Hedi Lang è stata presidente tra il 1973 e il 1983. Sotto la sua presidenza, la PFS si è aperta a tutte le forme di famiglia.
Ci sono stati anche alcuni cambiamenti nell'organizzazione dell'associazione e le attività di Pro Familia Svizzera sono anche cambiate. PFS divenne il centro di documentazione e di coordinamento delle organizzazioni affiliate. Gli anni '70 furono caratterizzati anche da difficoltà interne: le questioni politiche sull'aborto, sul congedo parentale e sull'assicurazione maternità furono un test di resilienza per l'organizzazione mantello.
Lang ha ceduto la presidenza al Consigliere nazionale Vital Darbellay nel 1983.

### Carta della Famiglia e anno internazionale delle famiglie (IYF) 1983-1995
Sotto la guida di Vital Darbellay, sono state create nuove strutture all'interno dell'organizzazione ombrello e sono stati sviluppati temi sostenuti dalle organizzazioni associate. Nel 1989 la sede centrale è stata trasferita da Lucerna a Berna.
Nel 1992, Pro Familia Svizzera ha festeggiato il suo 50º anniversario con un'assemblea di delegati. In questa occasione è stata adottata anche una Carta della famiglia. Essa descriveva i principi guida della futura politica familiare in Svizzera nella prospettiva del tempo e affrontava temi quali i costi di mantenimento dei figli, la sicurezza economica delle famiglie e la compatibilità tra lavoro e vita familiare. Nello stesso anno, la Confederazione ha affidato il coordinamento e l'organizzazione dell'Anno internazionale della famiglia (IYF) che si sarebbe svolto nel 1994 all'organizzazione mantello Pro Familia Svizzera. Un anno dopo, nel 1993, è stata creata una commissione nazionale per l'Anno internazionale della famiglia (IYF) sotto la guida della Consigliera federale Ruth Dreifuss. Allo stesso tempo, PFS ha intensificato le sue attività concettuali, il suo lavoro politico apartitico e il suo sostegno al lavoro parlamentare in generale.
Sempre nel 1993, Pro Familia Svizzera ha pubblicato lo studio "Conciliabilità tra vita familiare e lavorativa".
Infine, nel 1994 è stato organizzato con successo l'Anno internazionale della famiglia, con una mostra itinerante sul tema "Le famiglie oggi" e numerosi altri eventi. La PFS ha anche pubblicato uno studio sul valore del lavoro non retribuito.

### Riorganizzazione 1995-1999
Vital Darbellay si è dimesso nel 1995. La consigliera nazionale Ruth Grossenbacher-Schmid divenne presidente al suo posto. Allo stesso tempo, la commissione nazionale dell’IYF è stata sciolta.
Il cambio di presidenza ha portato a direzionarsi verso nuovi contenuti nel 1996, incentrandosi sulla sicurezza economica della famiglia, sulla compatibilità tra famiglia e carriera per padri e madri, sugli effetti della fondazione di una famiglia sul tenore di vita e sugli effetti della disoccupazione e della povertà sulle famiglie.
Nel 1997, il PFS ha analizzato il potenziale di discriminazione nel settore delle assicurazioni sociali e ha preparato lo studio "Politica familiare e futuro della sicurezza sociale". Tuttavia, l'organizzazione mantello stava a quel tempo lottando con difficoltà economiche, poiché le quote di adesione non consentivano un'infrastruttura professionale. Sono stati quindi compiuti sforzi intensi per trovare soluzioni praticabili.
Nonostante un'importante campagna nella Svizzera tedesca sulla compatibilità tra famiglia e carriera e la pubblicazione di un manuale sul tema "Affrontare carriera e famiglia in collaborazione" nel 1999, la situazione finanziaria di PFS è rimasta precaria. Dopo intense discussioni sullo scioglimento dell'organizzazione mantello, all'assemblea dei delegati sono stati decisi nuovi modelli di finanziamento. Nello stesso anno, PFS ha pubblicato il primo rapporto sulla situazione dei costi dell'infanzia in Svizzera.

### 2000-2006
Nel 2000, Pro Familia Svizzera ha organizzato un simposio sulla politica fiscale e ha chiesto un cambiamento di sistema: dalla tassazione delle coppie sposate alla tassazione delle famiglie con l'adozione del modello di ripartizione (splitting) familiare. PFS ha inoltre chiesto sgravi consistenti per le famiglie a basso reddito e ha organizzato discussioni tra esperti sui vari modelli di assistenza all'infanzia integrativa.
Un anno dopo, Pro Familia Svizzera ha lanciato una campagna sul tema "Aziende a misura di famiglia", con linee guida elaborate sulla base di un'indagine condotta su 4.500 aziende in tutta la Svizzera.
La allora presidente Grossenbacher-Schmid si è dimessa nel 2001, dopo sette anni di mandato. Durante la sua presidenza, ha aiutato la politica familiare a raggiungere una svolta e aveva dato un contributo significativo all'oggettivazione della politica familiare. In seguito, Michèle Berger-Wildhaber, membro del Consiglio degli Stati, e Jacqueline Fehr, membro del Consiglio nazionale, hanno assunto la carica di vicepresidenti. Dal 2002, Berger-Wildhaber ha assunto la presidenza da sola.
In occasione del 10º anniversario dell'Anno Internazionale della Famiglia nel 2004, Pro Familia Svizzera ha realizzato una campagna nazionale di affissioni sul tema "Relazioni intergenerazionali e dialogo tra le generazioni". La campagna si basava su una precedente giornata informativa e su una pubblicazione sullo stesso tema.
Nel 2004, PFS ha pubblicato anche la versione riveduta della Carta della famiglia pubblicata nel 1992. L'anno successivo, PFS ha organizzato una conferenza  sul tema delle prospettive di politica familiare e ha elaborato le linee guida per l'attuazione della Carta della famiglia rivista.

### Cambiamenti strutturali 2006-2017
Laurent Wehrli è stato Presidente tra il 2006 e il 2017. In precedenza è stato presidente della sezione Pro Familia Vaud.
Nel 2010, l'organizzazione ombrello ha adottato nuove strutture e ha firmato per la prima volta accordi di sub-servizio con le organizzazioni associate con l'obiettivo di promuovere il tema del «rafforzamento delle capacità genitoriali».
Il 1º dicembre 2015, Philippe Gnaegi è succeduto alla Consigliera nazionale Lucrezia Meier-Schatz come nuovo Direttore generale.
Nel 2017, la Consigliera nazionale Valérie Piller Carrard è diventata Presidente di Pro Familia Svizzera.

### Attività dal 2017
Nel 2017 Pro Familia Svizzera ha festeggiato il suo 75º anniversario. In questa occasione, il Consigliere federale Alain Berset ha riconosciuto l'impegno di PFS e ha illustrato le sfide della politica sociale. Nello stesso anno è stato pubblicato lo "Studio sulla soddisfazione lavorativa delle madri", in cui Pro Familia Svizzera ha intervistato circa 500 donne lavoratrici svizzere con uno o più figli. I risultati hanno mostrato che il 70% delle donne intervistate aumenterebbe il proprio livello di occupazione se le condizioni generali fossero migliori.
Il referendum federale sul congedo di paternità è stato approvato il 27 settembre 2020. L'associazione "Congedo di paternità ora!", sotto la quale le organizzazioni mantello Travail.Suisse, männer.ch, Alliance F e Pro Familia Svizzera hanno collaborato, ha dato un contributo significativo.
In occasione dell'80º anniversario di Pro Familia Svizzera, da settembre a dicembre 2022 si è tenuta presso i Grandi Magazzini Loeb di Berna una mostra fotografica sul tema "Lo sviluppo delle famiglie negli ultimi 150 anni". La mostra è stata ripresa da Pro Familia Svizzera Italiana ed esposta in Ticino nel 2024.
Il 4 aprile 2023, Pax e Pro Familia Svizzera hanno lanciato il primo Barometro svizzero delle famiglie. La prima edizione ha mostrato che, sebbene la soddisfazione per la propria vita familiare sia elevata, la maggioranza teme che la situazione generale delle famiglie in Svizzera peggiorerà nei prossimi anni.
Il 15 maggio 2023, Pro Familia Svizzera ha consegnato il "Family Score Award 2023" alle aziende svizzere più favorevoli alla famiglia negli ultimi quattro anni. Il Consigliere federale Alain Berset ha consegnato il premio alle tre migliori aziende in ognuna delle quattro categorie (grandi aziende, PMI, amministrazioni pubbliche e organizzazioni non profit).
Sempre nel 2023, la PFS ha lanciato la piattaforma "Esempi di best practices" per sostenere le aziende, le amministrazioni pubbliche e le Non Profit nell'attuazione di misure volte a promuovere l'equilibrio tra lavoro e vita privata.

## Missione
Pro Familia crea una rete fra le organizzazioni per famiglie e genitori in Svizzera e le sezioni cantonali di Pro Familia allo scopo di sostenere le famiglie. L'organizzazione mantello promuove la politica familiare in Svizzera.
Pro Familia Svizzera collabora con aziende, esperti del mondo economico, scientifico e politico. Aiuta le aziende e le autorità pubbliche a creare condizioni favorevoli alla famiglia. Temi importanti sono la compatibilità tra famiglia e carriera, la coesistenza tra generazioni, il reinserimento delle madri nel mondo del lavoro, le famiglie in situazione di difficoltà economica e confrontate a situazioni di disabilità.
Pro Familia Svizzera è un'organizzazione senza scopo di lucro ed è politicamente e confessionalmente indipendente.

## Struttura organizzativa
Pro Familia Svizzera è stata fondata nel 1942 come associazione ed è un'organizzazione esente da imposte. La PFS è un'organizzazione senza scopo di lucro. La sede centrale di PFS si trova a Berna dal 1989.
Philippe Gnaegi è direttore di Pro Familia Svizzera dal 2015 e la Consigliera nazionale Valérie Piller Carrard presiede il Consiglio di Pro Familia Svizzera dal 2017. È composto come segue:
- Valérie Piller Carrard (Presidente): Consigliera nazionale PS[27]

- Prisca Koller: direttrice ZHdK (Scuola superiore d’arte di Zurigo), ex consigliera cantonale a Zurigo[6]
- Lucius Dürr: consulente e rappresentante commerciale[6]
- Oliver Hunziker: Presidente dell'Associazione per la responsabilità genitoriale VeV Svizzera[6][28]
- Valérie Borioli Sandoz: responsabile della politica di parità di genere, membro del comitato esecutivo di Travail.Suisse[29]
- Michela Trisconi: Direttrice di Pro Familia Svizzera Italiana[30]

Pro Familia Svizzera è attiva in tutta la Svizzera. Attualmente fanno parte della PFS cinque antenne regionali, che svolgono compiti simili a quelli dell'organizzazione mantello nazionale a livello cantonale e fungono anche da collegamento con le varie regioni linguistiche.
- Pro Familia Basel Regio (dal 2019)
- Pro Familia Fribourg[31][32]
- Pro Familia Svizzera orientale[33][34]
- Pro Familia Svizzera Italiana (dal 2019)[30]
- Pro Familia Vaud (dal 1923)[7][35]

## Aree di attività e focus

### Giornate di studio
Pro Familia Svizzera organizza regolarmente giornate di studio in collaborazione con l'Università di Friburgo. Sono state organizzate giornate sui seguenti temi:
- 2024: «Il bullismo a scuola»[36]
- 2023: «Il bambino nel cuore della genitorialità»[37]
- 2022: «Educazione alla genitorialità - Genitori normali o genitori diversi?»[38]
- 2022: «Il bambino-allievo al centro del mondo digitalizzato: Sostegno alla genitorialità e ruolo della scuola»[39]
- 2019: «Bisogna socializzare i bambini di 0-4 anni? Affare privato o missione pubblica?»[40]
- 2018: «Figli, carriera e salute : ritorno sul mercato del lavoro»
- 2017: «Sostegno ai famigliari-dipendenti»

### Barometro della famiglia
Nel 2023 e nel 2024, Pax, un'assicurazione sulla vita, e Pro Familia Svizzera hanno pubblicato il barometro della famiglia. L'obiettivo è mostrare come vivono attualmente le famiglie in Svizzera e come cambia la loro situazione nel tempo. Il barometro verrà misurato ogni anno e fornirà dati per le discussioni sulla politica familiare e sociale e per le aziende.
Il Barometro delle famiglie 2024 ha rivelato che più della metà delle famiglie svizzere ha problemi finanziari, attirando l'attenzione dei media. È sorto un dibattito pubblico sulla neutralità e sulla rappresentatività dell'indagine. Inoltre, i risultati si discostano dai dati dell'Ufficio federale di statistica, secondo cui solo l'11% delle famiglie con figli ha difficoltà ad arrivare a fine mese. Tuttavia, una valutazione della SRF ha mostrato che entrambi gli studi sono seri, ma hanno un focus diverso, il che significa che gli studi non sono comparabili. Un altro fattore è la tempistica della raccolta dei dati: l'indagine dell'UST si è svolta nel 2022, mentre il Barometro delle famiglie è stato condotto nel 2023.

### Indagini cantonali sulla conciliazione vita lavorativa-familiare in collaborazione con gli Uffici regionali per la parità
Uno degli obiettivi principali di Pro Familia Svizzera è aiutare le aziende e le amministrazioni a creare condizioni favorevoli alla famiglia. In collaborazione con gli uffici regionali per l'uguaglianza di genere, negli ultimi anni Pro Familia Svizzera ha condotto diverse indagini sulla "conciliazione tra lavoro e vita familiare nelle aziende" nei cantoni del Vallese, di Ginevra, Vaud e Neuchâtel.

### Family Score
Pro Familia Svizzera offre alle aziende l'opportunità di testare e valutare il loro grado di disponibilità verso le famiglie. Il "Family Score" è un'indagine condotta a livello dei dipendenti, sviluppata scientificamente, che valuta l'attitudine alla famiglia di un'azienda su una scala da 0 a 100. I dipendenti possono compilare in forma anonima un questionario online per condividere le loro aspettative e le loro esigenze in materia di equilibrio tra lavoro e vita privata e per valutare le offerte esistenti del datore di lavoro. Le aziende che raggiungono 60 punti o più sono considerate amiche della famiglia e possono fregiarsi per tre anni del marchio "azienda amica della famiglia" di Pro Familia Svizzera.

### Best practices
Dal 2022 Pro Familia Svizzera pubblica sul proprio sito web modelli di buone pratiche. L'obiettivo di questa piattaforma è facilitare il dialogo tra le aziende, condividere le esperienze e diffondere le conoscenze sull'introduzione di condizioni di lavoro favorevoli alla famiglia.

### Gruppo parlamentare sulla politica familiare
Pro Familia Svizzera gestisce il segretariato del Gruppo parlamentare sulla politica familiare e organizza due volte l'anno una riunione in questo ambito. La copresidenza del Gruppo parlamentare sulla politica familiare comprende attualmente la Consigliera nazionale Valérie Piller Carrard (PS), il Consigliere nazionale Laurent Wehrli (PLR) e il Consigliere nazionale Philipp Kutter (Centro).

## Pubblicazioni
- Barometro delle famiglie svizzere: Cosa preoccupa le famiglie in Svizzera. (annuale)
- Philippe Gnaegi: La politica familiare in Svizzera. Schulthess Verlag 2021[47]
- Studio sulla soddisfazione lavorativa delle madri. 2020
- Philippe Gnaegi: Interruzioni di carriera: conseguenze economiche e soluzioni. In: Sicurezza sociale CHSS 3/2019[48]
- Jean-Pierre Fragnière e Philippe Gnaegi: Générations solidaires. Editions Socialinfo, Losanna 2018[49]
- Philippe Gnaegi: Analisi costi-benefici di una politica aziendale favorevole alla famiglia. 2018[50]